# Selección masculina de rugby 7 de Irlanda
La selección masculina de rugby 7 de Irlanda fue el equipo en la modalidad de rugby 7 que representó a la Irish Rugby Football Union en competencias internacionales. Se trató de un combinado binacional que alcanza a los países de la isla de Irlanda, es decir, República de Irlanda e Irlanda del Norte.
En mayo de 2025, la IRFU desmanteló el programa al final de la temporada 2024/25, insistiendo en que la medida formaba parte de un esfuerzo estratégico más amplio para garantizar la sostenibilidad financiera a largo plazo de la IRFU.

## Uniforme
Irlanda presenta una vestimenta bastante uniforme para su seleccionado de seven, similar al de sus otras selecciones de rugby, tradicionalmente es camiseta verde y short blanco. La indumentaria secundaria puede variar el orden de los colores.

## Palmarés
- Juegos Europeos (1): 2023

- Rugby Europe Sevens Championship (2): 2018, 2023

- Torneo Preolímpico (1): 2021

- Rugby Europe Sevens Trophy (2): 2016, 2022

- Rugby Europe Sevens División B (1): 2015

- Rugby Europe Sevens División C (1): 2015

## Participación en copas
| - Edimburgo 1993: 3º puesto - Hong Kong 1997: 19º puesto - Mar del Plata 2001: 19º puesto - Hong Kong 2005: 13º puesto - Dubái 2009: 18º puesto - Moscú 2013: no clasificó - San Francisco 2018: 9º puesto - Ciudad del Cabo 2022: 3º puesto - Río 2016: no clasificó - Tokio 2020: 10º puesto - París 2024: 6° puesto - Cracovia 2023: 1.º puesto - Clasificatorio a Río 2016: cuartofinalista - Clasificatorio a Tokio 2020: Campeón | - Serie Mundial 99-00: 18º puesto (0 pts) - Serie Mundial 00-01: 17º puesto (2 pts) - Serie Mundial 01-02: 16º puesto (0 pts) - Serie Mundial 02-03: 20º puesto (0 pts) - Serie Mundial 03-04: 15º puesto (0 pts) - Serie Mundial 04-05: 14º puesto (0 pts) - 2005-06 al 2016-17: No participó - Serie Mundial 17-18: 15º puesto (27 pts) - Serie Mundial 18-19: 16º puesto (19 pts) - Serie Mundial 19-20: 10º puesto (49 pts) - Serie Mundial 20-21: 6º puesto (20 pts) - Serie Mundial 21-22: 5.º puesto (92 pts) - Serie Mundial 22-23: 8º puesto (114 pts) - SVNS 23-24: 5º puesto - SVNS 24-25: 11º puesto |